# Hippolytia dolichophylla
Hippolytia dolichophylla là một loài thực vật có hoa trong họ Cúc. Loài này được (Kitam.) K.Bremer & Humphries mô tả khoa học đầu tiên năm 1993.